# 1708 Pólit
1708 Pólit este un asteroid din centura principală, descoperit pe 30 noiembrie 1929, de Josep Comas Solá.